# アクチラムス
アクチラムス（学名：Acutiramus）またはアキュティラムスは、古生代シルル紀後期からデボン紀前期にかけて生息したダイオウウミサソリ科のウミサソリの1属。角ばった先端と斜めに突き出した歯をもつ鋏角を特徴とし、2mほどの大型種を含んでいる。待ち伏せ捕食者もしくは腐肉食者であったと考えられる。
学名「Acutiramus」はラテン語の「acuto」（角ばる、尖る）と「ramus」（「分岐」を意味し、節足動物の鋏の指を示す常用名）の合成語で、特徴的な鋏角の先端に因んで名づけられた。

## 形態
鱗状の表面をもつ体は腹背に偏平で縦長く、他のウミサソリ類と同様に前体（prosoma、頭胸部）と後体（opisthosoma、腹部）の2部に分かれる。全面的に同じダイオウウミサソリ科のプテリゴトゥスとイェーケロプテルスに似ているが、主に鋏角の形によって区別される。

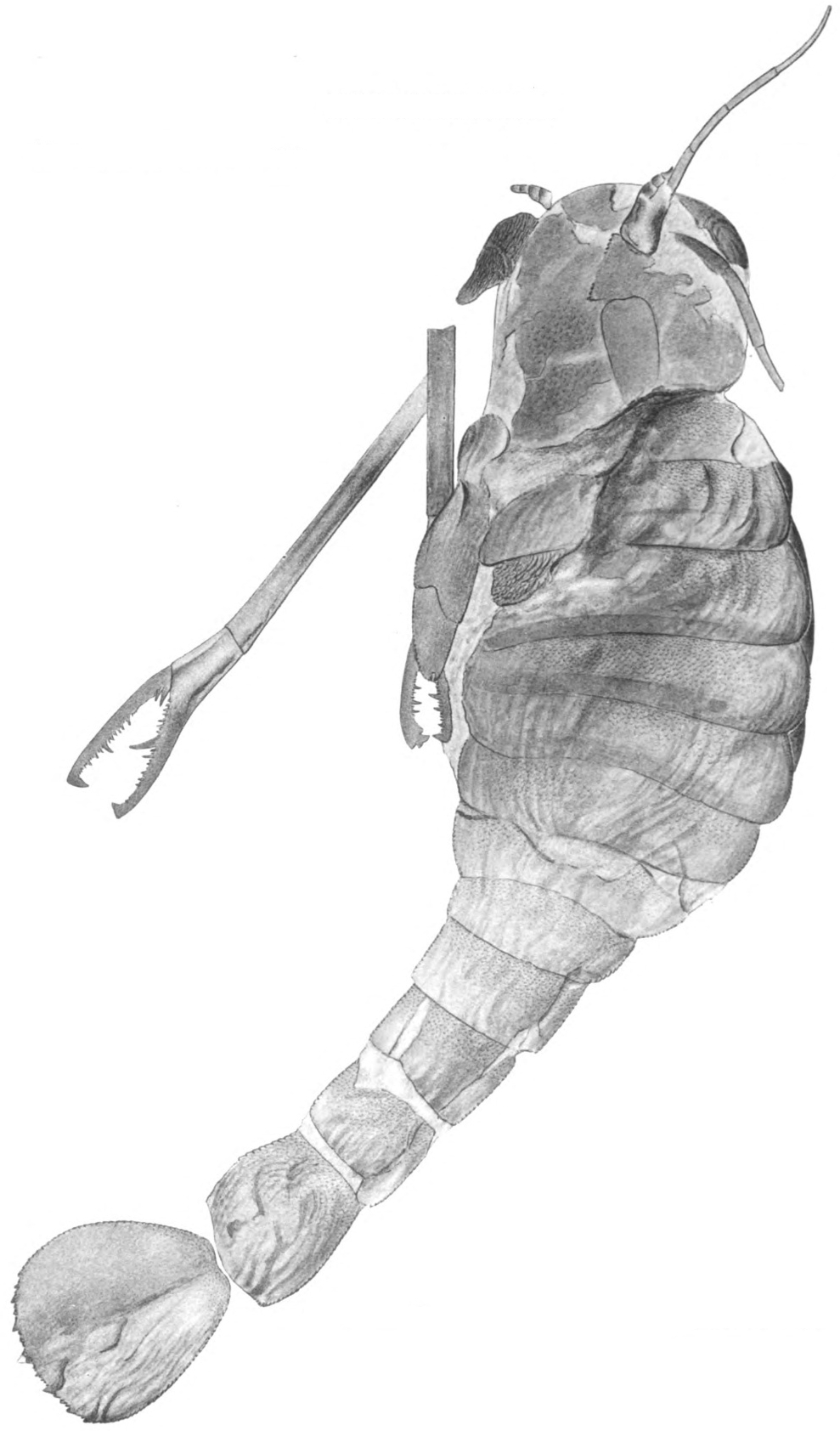
アクチラムスの全身化石
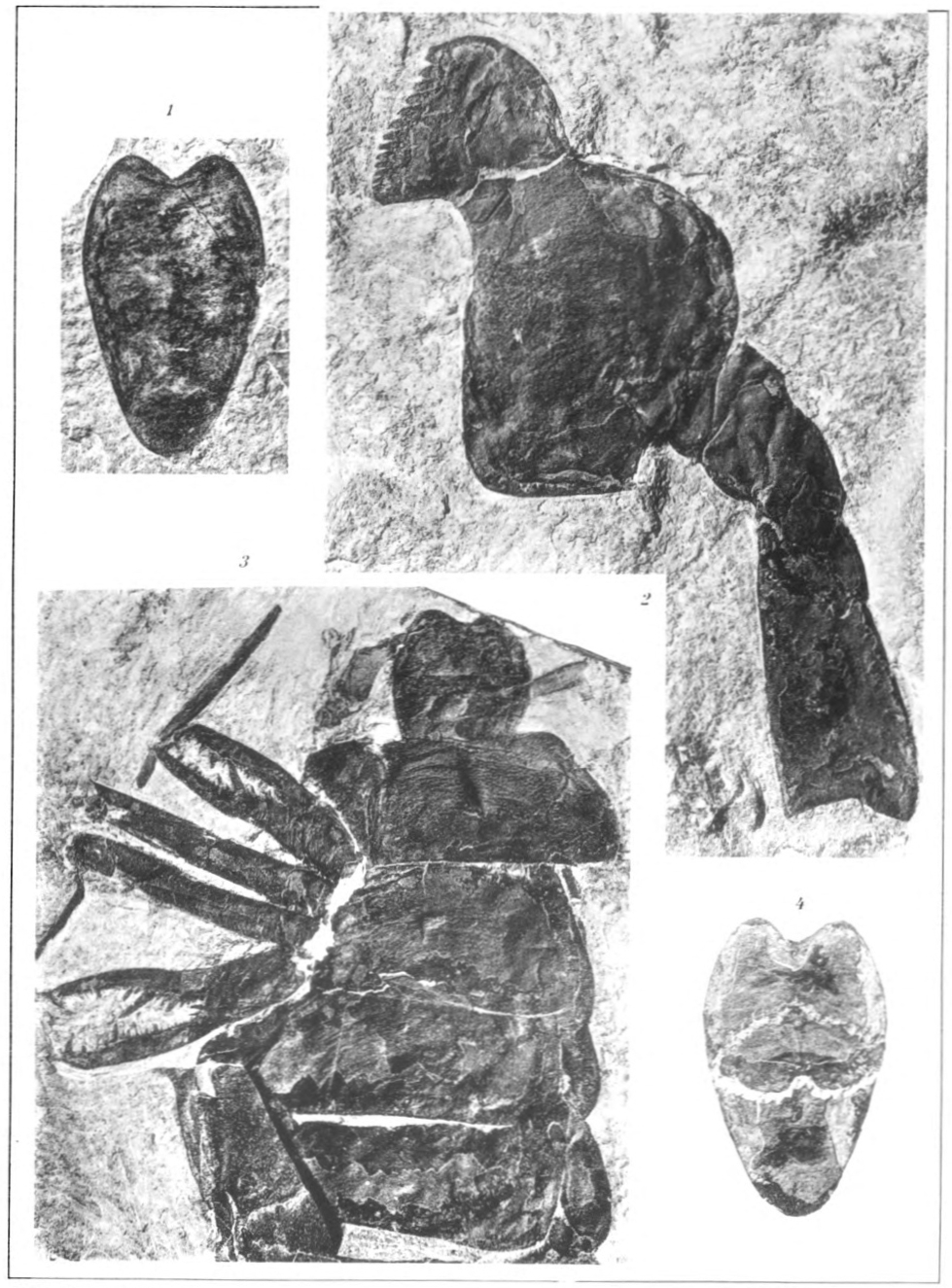
アクチラムスの化石（左上と右下：下層板、右上：遊泳脚、左下：鋏角・下層板・背板・生殖口蓋）
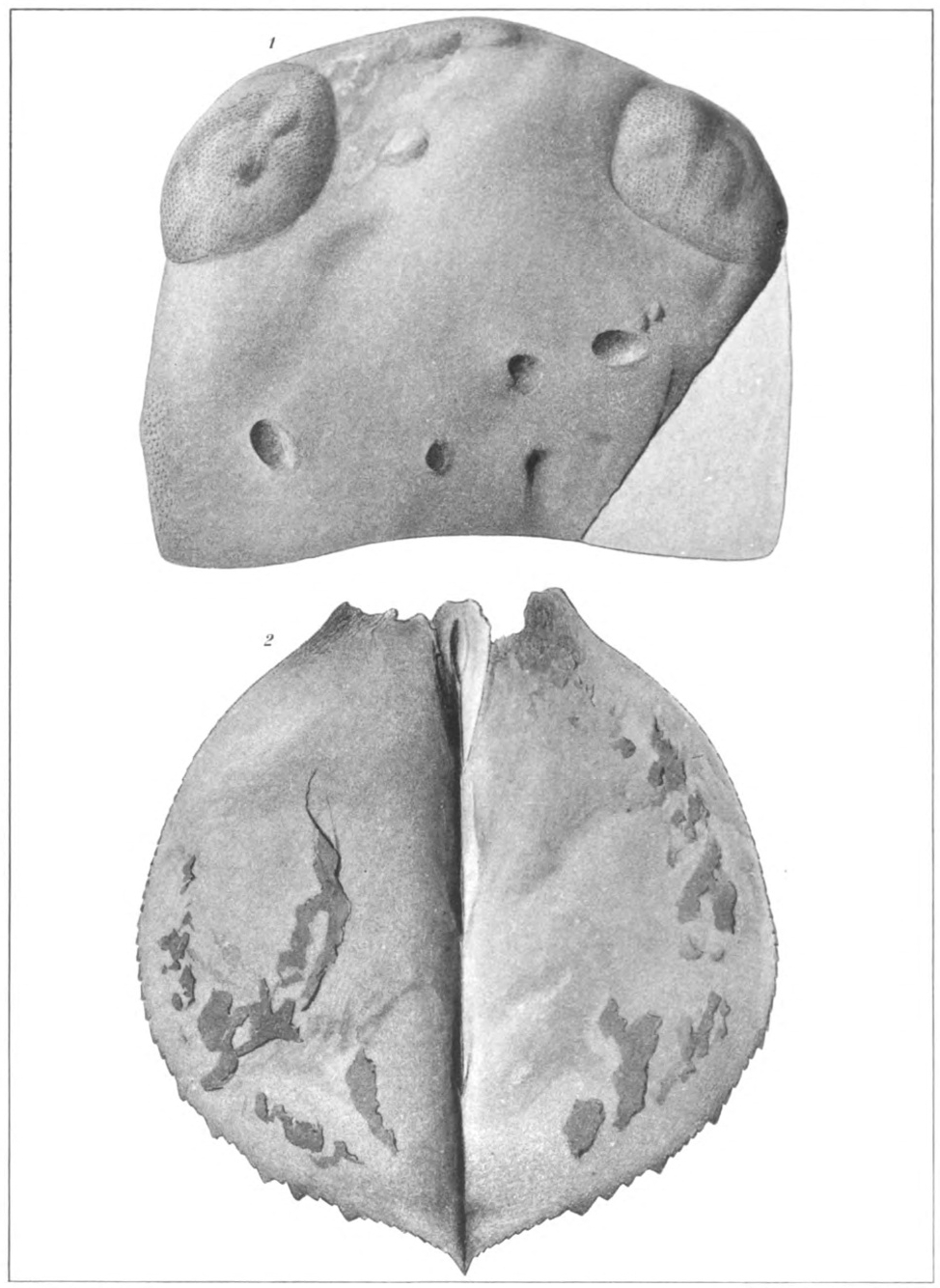
アキュティラムスの背甲と尾節の化石

最大級と最小級のアクチラムスのヒトとのサイズ比較図

前体は丸みを帯びた正方形の背甲（carapace, prosomal dorsal shield）に覆われ、各1対の単眼（中眼）と大きな複眼（側眼）はその中央と両前端に配置される。複眼はそれぞれ1,000個程度の個眼をもち、これは同科のプテリゴトゥス、イェーケロプテルスとエレトプテルス（3,000 - 4,000個前後）に比べて明らかに少なく、大型個体ほど減少する傾向も見られる。6対の前体付属肢（関節肢）のうち最初の1対である鋏角（chelicerae）は同科の別属と同じく腕のように伸ばしたが、鋏はやや華奢で、角ばった先端、および不動指の基部近くから斜めに張り出した細長い歯が特徴的で、またその歯は往々にして鋸歯状の縁をもつ。残り5対の付属肢は同科の別属と同様顎基のある脚であり、そのうち第1脚（触肢）は著しく短縮し、第2-4脚は単調で細長い歩脚状、第5脚は他のウミサソリ亜目（Eurypterina）の種類と同様にパドル状の遊泳脚に特化した。
12節の背板と1枚の尾節（telson）が見られる後体は縦長く、第5脚の間に差し込んだ腹面の下層板（metastoma）は後端が幅狭く集約する（倒卵形）。同科の別属と同じく、下層板と第5脚の直後にある生殖口蓋（genital operculum）は節が癒合し、中央の生殖肢（genital appendage）は分節しない。生殖肢の二形のうち type-A はへら状/棍棒状、type-B はひし状/洋ナシ状。へら状の尾節は丸く後端に尖り、後縁と背面の正中線は鋸歯が並んでいる。最終体節（pretelson）も尾節にあわせてやや幅広くなる。
本属の中で体長2.1mに及ぶと推測される Acutiramus bohemicus は既知最大で、これは同科のプテリゴトゥス（最大約1.75m）とイェーケロプテルス（最大約2.5m）に匹敵し、最大級のウミサソリの1つとして知られている。なお、本属の中では数十cm程度の小型で知られる種もいくつかある。

## 生態

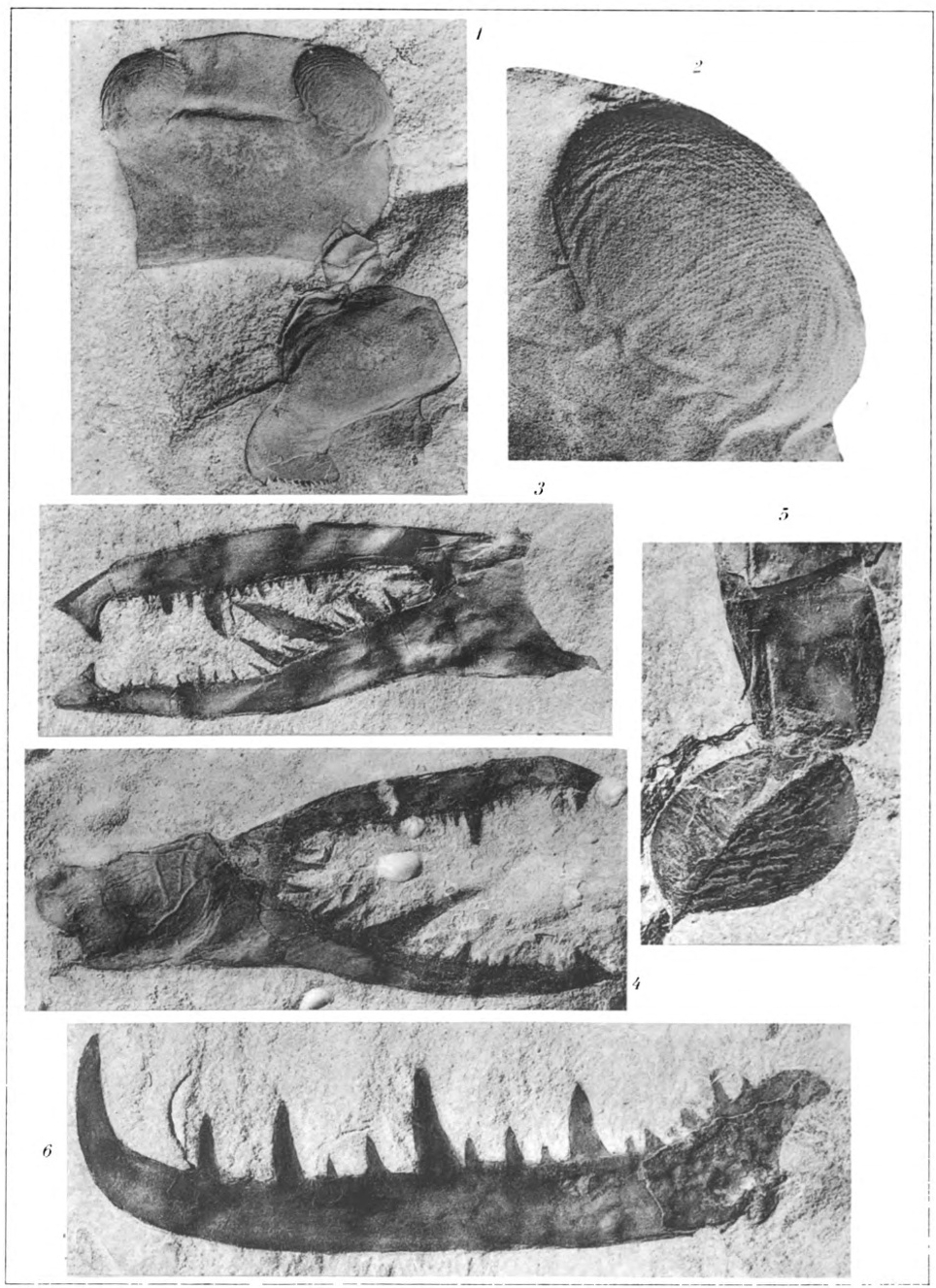
アクチラムスの複眼（右上）と鋏角の鋏（上から左2、3枚目）、およびプテリゴトゥスの鋏角の可動指（下）

他のダイオウウミサソリ科のウミサソリ類と同様、アクチラムスも遊泳性の肉食動物であったと思われるが、そのニッチ（生態学的地位）は、主に複眼と鋏角の構造によって同科の別属とは明らかに異なっていたと考えられる。同科の中で、優れた視力と活動的な捕食性をもつとされるプテリゴトゥスとイェーケロプテルスや、中程度の視力とジェネラリストな捕食性をもつとされるエレトプテルスに対して、アクチラムスの複眼の個眼数は少なく、鋏角は華奢で鋸歯状に特化した長い歯をもち、それぞれ低い視力と柔らかい餌を分解するのに適したとされる。これにより、本属はおそらく夜行性の待ち伏せ捕食者もしくは腐肉食者という、優れた視力と高い機動性を依存しないニッチに収まっていたと考えられる。

## 分類

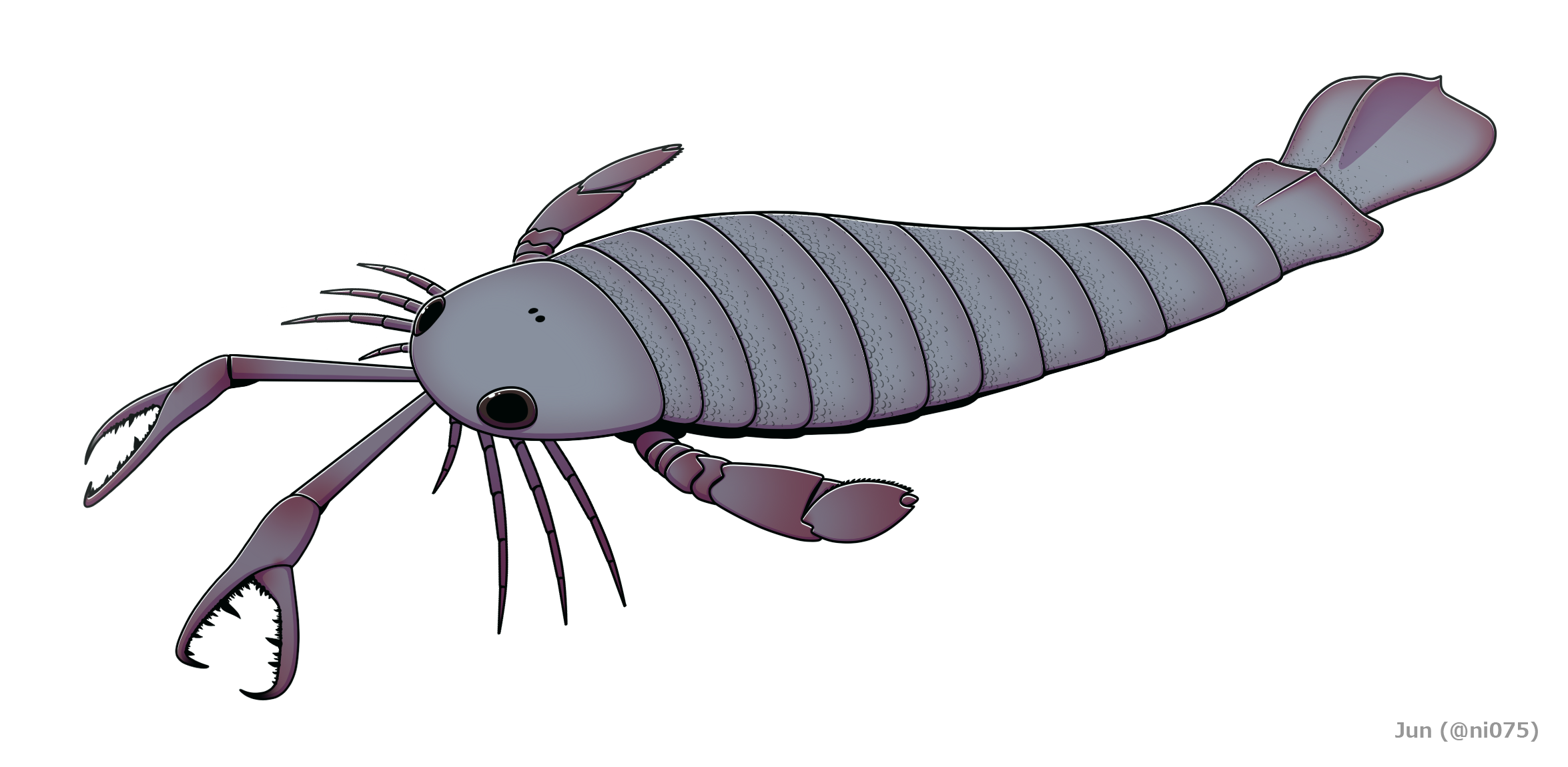
アクチラムスに近縁と考えられるイェーケロプテルス
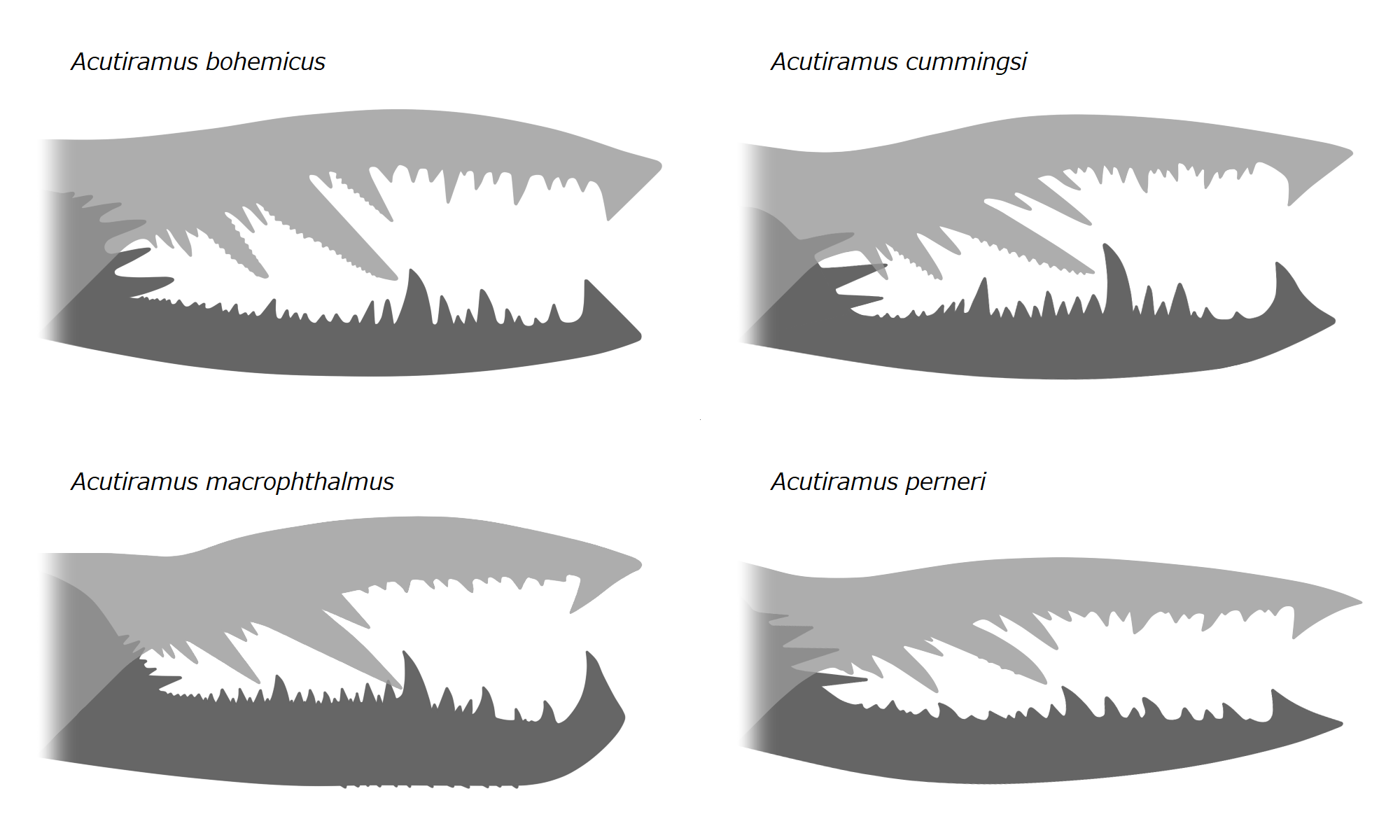
A. bohemicus、A. cummingsi、A. macrophthalmus、および A. perneri のそれぞれの鋏角（不動指と可動指）

アクチラムス属（Acutiramus）はダイオウウミサソリ科（Pterygotidae）の1属であり、その中で本属はイェーケロプテルス属（Jaekelopterus）に最も近縁と考えられる。この2属は鋏角の不動指に大きく特化した1本の歯をもつことを特徴とし、ダイオウウミサソリ科の中で最も派生的な位置にあるとされる。
本属はイェーケロプテルス属、シウルコプテルス属（Ciurcopterus）やエレトプテルス属（Erettopterus）と同じく、かつてプテリゴトゥス属（Pterygotus）に分類された種を含めている。本属の当時までの種は Ruedemann 1935 によってプテリゴトゥス属の亜属（アクチラムス亜属 Pterygotus (Acutiramus)）として区別され始め、Størmer 1974 以降では属として完全にプテリゴトゥス属から独立されるようになった（詳細はダイオウウミサソリ科#研究史を参照）。
本属は主に鋏角の角ばった先端と斜めに突き出した鋸歯状の歯、その他に後端が幅狭い下層板と鋸歯のある尾節で同科の別属から区別される。ただしこの区別方法は属の同定形質としての有効性は一部の文献に疑問視され、本属とジェケロプテルス属に分類される種はプテリゴトゥス属に含められるという提唱もある（詳細はダイオウウミサソリ科#下位分類を参照）。
2020年現在、アクチラムス属には次の7種が認められる（各種の最大体長は Lamsdell & Braddy 2009 による）。
- Acutiramus bohemicus (Barrande, 1872)（シルル紀）- 210cm
  - 旧称 Pterygotus bohemicus Barrande, 1872
  - = Pterygotus comes Barrande, 1872
  - = Pterygotus mediocris Barrande, 1872
  - = Pterygotus blahai Semper, 1898
  - = Pterygotus fissus Seemann, 1906
- Acutiramus cummingsi (Grote & Pitt, 1875)（シルル紀）- 25cm
  - 旧称 Pterygotus cummingsi Grote & Pitt, 1875
  - = Pterygotus acuticaudatus Pohlman, 1882
  - = Pterygotus buffaloensis Pohlman, 1882
  - = Pterygotus quadraticaudatus Pohlman, 1882
- Acutiramus floweri Kjellesvig-Waering & Caster, 1955（シルル紀）- 20cm（鋏角の断片による類推）
- Acutiramus macrophthalmus (Hall, 1859)（シルル紀）- 200cm
  - 旧称 Pterygotus macrophthalmus Hall, 1859
  - = Pterygotus osborni Hall, 1859
  - = Pterygotus cobbi var. juvenis Clarke & Ruedemann, 1912
- Acutiramus perneri Chlupáč, 1994[2]（デボン紀）- 110cm
- Acutiramus perryensis Leutze, 1958（シルル紀）- 20cm
- Acutiramus suwanneensis Kjellesvig-Waering, 1955（シルル紀？）- 50cm